# هيلين ميرين
هيلين ميرين (بالإنجليزية: Helen Mirren) ممثلة إنجليزية من مواليد 26 يوليو 1945 في ألفورد بمقاطعة إسكس، حاصلة على جائزة الأوسكار 2006 لإفضل ممثلة عن دورها في فيلم الملكة، كما حصلت على جائزة الإيمي لإفضل ممثلة أربع مرات، عامي 1996 و2007 عن مسلسل المشتبه الرئيسي، وعام 1999 عن فيلم آلام اين راند، وعام 2006 عن مسلسل إليزابيث الأولى، وحصلت على جائزة الغولدن غلوب لإفضل ممثلة عام 2006 عن فيلم الملكة، ولإفضل ممثلة في مسلسل قصير مرتين، عام 1997 عن مسلسل الطريدة الخاسرة، وعام 2007 عن مسلسل إليزابيث الأولى، وحصلت على جائزة نقابة ممثلي الشاشة أربع مرات، عام 2001 كأفضل ممثلة ثانوية وأفضل فريق ممثلين عن دورها في فيلم غوسفورد بارك، وعام 2006 كأفضل ممثلة في مسلسل قصير عن دورها في مسلسل إليزابيث الأولى، وكأفضل ممثلة عن دورها في فيلم الملكة.

## أعمالها
- رحلة المائة قدم

## الترشيحات والجوائز

### جائزة الأوسكار
- أفضل ممثلة مساعدة عام 1995 عن فيلم The Madness of King George
- أفضل ممثلة مساعدة عام 2002 عن فيلم Gosford Park
- أفضل ممثلة رئيسية عام 2007 عن فيلم The Queen وفازت بها
- أفضل ممثلة رئيسية عام 2010 عن فيلم The Last Station

### الغولدن غلوب
- أفضل ممثلة قي مسلسل قصير أو فيلم تليفزيونى عام 1997 عن فيلم Losing Chase وفازت بها
- أفضل ممثلة قي مسلسل قصير أو فيلم تليفزيونى عام 2000 عن فيلم The Passion of Ayn Rand
- أفضل ممثلة مساعدة عام 2002 عن فيلم Gosford Park
- أفضل ممثلة قي مسلسل قصير أو فيلم تليفزيونى عام 2003 عن فيلم Door to Door
- أفضل ممثلة قي مسلسل قصير أو فيلم تليفزيونى عام 2004 عن فيلم The Roman Spring of Mrs. Stone
- أفضل ممثلة قي فيلم موسيقى أو كوميدى عام 2004 عن فيلم Calendar Girls
- أفضل ممثلة قي مسلسل قصير أو فيلم تليفزيونى عام 2007 عن فيلم Elizabeth I" وفازت بها
- أفضل ممثلة قي فيلم درامى عام 2007 عن فيلم The Queen وفازت بها
- أفضل ممثلة قي مسلسل قصير أو فيلم تليفزيونى عام 2007 عن فيلم Prime Suspect: The Final Act
- أفضل ممثلة قي فيلم درامى عام 2010 عن فيلم The Last Station

## وصلات خارجية
- هيلين ميرين على موقع IMDb (الإنجليزية)
- هيلين ميرين على موقع ميتاكريتيك (الإنجليزية)
- هيلين ميرين على موقع الموسوعة البريطانية (الإنجليزية)
- هيلين ميرين على موقع روتن توميتوز (الإنجليزية)
- هيلين ميرين على موقع مونزينجر (الألمانية)
- هيلين ميرين على موقع قاعدة بيانات الأفلام العربية
- هيلين ميرين على موقع ألو سيني (الفرنسية)
- هيلين ميرين على موقع تيرنر كلاسيك موفيز (الإنجليزية)
- هيلين ميرين على موقع أول موفي (الإنجليزية)
- هيلين ميرين على موقع بوكس أوفيس موجو (الإنجليزية)
- Helen Mirren at the MBC Encyclopedia of Television
- Helen Mirren Biography at Tiscali
- هيلين ميرين على موقع Charlie Rose
- هيلين ميرين أخبار متعلقة على موقع صحيفة الغارديان
- أخبار مُجمّعة وتعليقات عن هيلين ميرين في موقع صحيفة نيويورك تايمز.
- Interviews
  - Akbar، Arifa (27 مايو 2007). "Helen Mirren: The good, the bad and The Queen". London: The Independent. مؤرشف من الأصل في 2007-12-24.
  - Maher، Kevin (12 فبراير 2010). "Dame Helen Mirren: I'm an Essex Girl". London: The Times. مؤرشف من الأصل في 2011-06-15.
  - "Morley Safer profile of Helen Mirren". 60 دقيقة. سي بي إس. 7 يناير 2007. مؤرشف من الأصل في 2008-05-17.